# يوناس كوسكينين
يوناس كوسكينين (بالفنلندية: Joonas Koskinen)‏ هو لاعب هوكي الجليد فنلندي، ولد في 8 مارس 1987 في Ruovesi ‏ في فنلندا.

## وصلات خارجية
- يوناس كوسكينين على موقع EliteProspects.com (الإنجليزية)
- يوناس كوسكينين على موقع HockeyDB.com (الإنجليزية)